# Samurai Flamenco
Samurai Flamenco (サムライフラメンコ?, Samurai Furamenko) è una serie  televisiva anime diretta da Takahiro Omori e prodotta dallo studio Manglobe, andata in onda su Fuji TV nel blocco noitaminA da ottobre 2013 a marzo 2014.

## Trama
Masayoshi Hazama è un avvenente diciannovenne, modello per famose riviste di moda. Suo nonno ha sempre avuto una smodata passione per i tokusatsu (telefilm con effetti speciali, tipicamente supereroi), e questo amore è stato passato dall'anziano al nipote, il quale sin da bambino ha sempre sognato di diventare un paladino della giustizia. Dopo anni di attesa, grazie alle invenzioni del nonno, Masayoshi debutta nei panni del nuovo eroe "Samurai Flamenco". Riuscirà questo strampalato paladino a ristabilire davvero la giustizia in questo mondo corrotto? Hidenori Goto invece è un poliziotto ventiquattrenne molto diligente sul lavoro, ma nel suo privato non è guidato da un innato senso di giustizia, è solo un normale giovane uomo che vive la propria vita. La routine verrà spezzata dall'incontro con Samurai Flamenco: da allora le sue giornate saranno molto impegnate, in salvataggi dell'amico sprovveduto. Inoltre incontreremo il gruppo "Mineral Miracle Muse", composto da tre ragazze: Mari Maya, la diciottenne membro di mezzo del gruppo idol femminile, che ha talento da vendere — oltre a cantare, compone le canzoni ed è una paroliera e cantautrice a tutto tondo, è brillante e crea attorno a sé un'atmosfera energica, inoltre è molto comunicativa e riesce ad interagire con chiunque; Moe Morita, una studentessa diciassettenne, è molto riservata, ma allo stesso tempo spensierata, e conosce l'inglese a perfezione; Mizuki Misawa, diciannovenne, è il leader della band, proviene dal Kansai, le piace prendersi cura delle persone ed è il collante che tiene unito il gruppo.

## Personaggi
Masayoshi Hazama (羽佐間 正義?, Hazama Masayoshi)
Doppiato da: Toshiki Masuda
Hidenori Goto (後藤 英徳?, Goto Hidenori)
Doppiato da: Tomokazu Sugita
Mari Maya (真野 まり?, Maya Mari)
Doppiata da: Haruka Tomatsu
Mizuki Misawa (三澤 瑞希?, Misawa Mizuki)
Doppiata da: M・A・O
Moe Morita (森田 萌?, Morita Moe)
Doppiato da: Erii Yamazaki
Joji Kaname (要 丈治?, Kaname Joji)
Doppiata da: Jūrōta Kosugi
Jun Harazuka (原塚 淳?, Harazuka Jun)
Doppiato da: Tōru Ōkawa
Sumi Ishihara (石原 澄?, Ishihara Sumi)
Doppiata da: Chie Nakamura
Akira Konno (今野 明?, Konno Akira)
Doppiata da: Satoshi Mikami
Totsuka (戸塚 ?, Totsuka)
Doppiata da: Katou Masayuki

### Episodi
| Nº | Titolo internazionale Giapponese 「Kanji」 - Rōmaji                                                                    | In onda          | In onda |
| Nº | Titolo internazionale Giapponese 「Kanji」 - Rōmaji                                                                    | Giapponese       |         |
| 1  | Il debutto di Samurai Flamenco! 「サムライフラメンコ、デビュー!」 - Samurai Furamenko, Debyuu!                         | 10 ottobre 2013  |         |
| 2  | L'ombrello sparito 「傘がない」 - Kasa ga Nai                                                                          | 17 ottobre 2013  |         |
| 3  | Flamenco VS Falso Flamenco 「フラメンコVSニセフラメンコ」 - Furamenko VS Nisefuramenko                                 | 24 ottobre 2013  |         |
| 4  | Idol Devastante 「アイドル蹂躙」 - Aidoru Juurin                                                                       | 31 ottobre 2013  |         |
| 5  | Cos'è la Giustizia? 「正義とは」 - Seigi Toha                                                                          | 7 novembre 2013  |         |
| 6  | Catturate Samumenco! 「サムメンコを捕まえろ！」 - Samumenko o Tsukamaero!                                              | 14 novembre 2013 |         |
| 7  | Cambia il Mondo 「チェンジ・ザ・ワールド」 - Chienji za Waarudo                                                        | 21 novembre 2013 |         |
| 8  | L'attacco della Legione del Male! 「猛攻！悪の軍団」                                                                   | 28 novembre 2013 |         |
| 9  | Quota Predeterminata 「抗えぬノルマ」 - Koenu Noruma                                                                   | 5 dicembre 2013  |         |
| 10 | Scontro finale nella base nemica 「決戦!敵の基地」 - Kessen! Teki no Kichi                                             | 12 dicembre 2013 |         |
| 11 | From Beyond 「フロム・ビヨンド」 - Furomu Biyondo                                                                      | 19 dicembre 2013 |         |
| 12 | Documentario! Noi Siamo i Flamengers!! 「ドキュメント！これがフラメンジャーだ!!」 - Dokyumento! Kore ga Furamenjā da!! | 9 gennaio 2014   |         |
| 13 | La Notte Prima della Battaglia Decisiva 「決戦前夜」 - Kessen Zen'ya                                                   | 16 gennaio 2014  |         |
| 14 | La Distruzione del Giappone 「ニッポン壊滅」 - Nippon Kaimetsu                                                         | 23 gennaio 2014  |         |
| 15 | Imitazione della Giustizia 「イミテーション・ジャスティス」 - Imitēshon Jasutisu                                       | 30 gennaio 2014  |         |
| 16 | Eroe Errante 「さすらいのヒーロー」 - Sasurai no Hīrō                                                                  | 6 febbraio 2014  |         |
| 17 | Il Primo Ministro Finale 「最強総理」 - Saikyō Sōri                                                                    | 13 febbraio 2014 |         |
| 18 | Flamenco nello Spazio 「宇宙でフラメンコ」 - Uchū de Furamenko                                                         | 27 febbraio 2014 |         |
| 19 | La vita tranquilla 「静かな生活」 - Shizuka na Seikatsu                                                                | 6 marzo 2014     |         |
| 20 | Il ragazzo che ho visto solo una volta 「いつか見た少年」 - Itsuka Mita Shōnen                                         | 13 marzo 2014    |         |
| 21 | Insegnare l'amore 「愛をおしえて」 - Ai o Oshiete                                                                      | 20 marzo 2014    |         |
| 22 | Samurai Flamenco, nudo! 「サムライフラメンコ・ネイキッド!!」 - Samurai Furamenko, Neikiddo!                            | 27 marzo 2014    |         |

## Colonna sonora
Sigle di apertura
- JUST ONE LIFE degli Spyair (Ep. 1-11)
- Ai Ai Ai ni Utarete Bye Bye Bye (愛愛愛に撃たれてバイバイバイ?, Ai Ai Ai ni Utarete Bai Bai Bai) dei FLOW (Ep. 12-22)

Sigle di chiusura
- Date TIME (デートTIME?, Dēto Taimu) delle Mineral Miracle Muse (Ep. 1-11)
- Flight 23-ji (フライト23時?, Furaito Nijūsanji)  delle Mineral Miracle Muse (Ep. 12-22)